# Тънкоопашат облачен плъх
Тънкоопашатите облачни плъхове (Phloeomys cumingi) са вид бозайници от семейство Мишкови (Muridae).

## Разпространение
Срещат се в екваториалните гори на южен Лусон и съседните острови на Филипините.

## Описание
Най-едрите представители на семейство Мишкови, те достигат дължина на тялото с главата 44 – 48 сантиметра, на опашката 32 – 35 сантиметра и маса 1,45 до 2,10 килограма.

## Хранене
Хранят се главно с млади листа на дървета.